# Циклантера
Циклантера (Cyclanthera) — рід однорічних витких трав'янистих рослин із родини гарбузових. Інша назва — перуанський огірок. Походить вона з Південної Америки, поширена в горах Перу, Еквадорі та Бразилії.
Циклантера — однорічна ліаноподібна рослина з довгими (до 5-8 м) виткими стеблами, що мають ажурні та чіпкі вусики, завдяки яким рослина надійно утримується на опорі. Світло-зелене листя схоже на каштанове та дикого винограду. Квітки роздільно порожнисті. Чоловічі квітки дуже дрібні, білі, зібрані в невеликі китиці по 5-7 штук, а жіночі — трохи більші, жовтуватого кольору розміщені в пазухах листків. Плоди овальні, звужені з обох кінців, м'ясисті і схожі на невеликі перчинки до 7-10см і шириною 2-3см. У пазусі листка їх виростає від 1 до 5, а на кожній ліані 200—250 штук.
Цвітіння рослини розпочинається розпусканням чоловічих квіток в кінці липня, а перші плоди з жіночих квіток притіненої сторони з'являються лише в середині серпня. Подальше формування кількості плодів швидко наростає протягом всього вересня як на зовнішній, освітленій сонцем, стороні, так і в середині маси стебел та листя.

## Види
- Cyclanthera biglandulifera
- Cyclanthera boliviensis
- Cyclanthera brachybotrys
- Cyclanthera brachystachya
- Cyclanthera cordifolia
- Cyclanthera dissecta
- Cyclanthera donnell-smithii
- Cyclanthera elegans
- Cyclanthera hystrix
- Cyclanthera integrifoliola
- Cyclanthera langaei
- Cyclanthera leptostachya
- Cyclanthera leptostachyoides
- Cyclanthera mathewsii
- Cyclanthera micrantha
- Cyclanthera microcarpa
- Cyclanthera montanus
- Cyclanthera monticola
- Cyclanthera multifoliola
- Cyclanthera naudiniana
- Cyclanthera parviflora
- Cyclanthera pedata (L.) Schrader — Циклантера їстівна. Поширена в горах Перу, Еквадору і Бразилії, іноді культивується заради їстівних плодів.
- Cyclanthera phyllantha
- Cyclanthera pringlei
- Cyclanthera quinquelobata
- Cyclanthera ribiflora
- Cyclanthera rusbyi
- Cyclanthera steyermarkii
- Cyclanthera subinermis
- Cyclanthera tamnifolia
- Cyclanthera tamnoides
- Cyclanthera tenuifolia
- Cyclanthera tenuisepala
- Cyclanthera tomentosa
- Cyclanthera trianaei